# Клязьминский заказник
Кля́зьминский зака́зник — государственный природный заказник федерального подчинения, охраняющий в целом природный комплекс обитающих в нём видов животных, и в частности выхухолей.

## География
Общая площадь: 21 000 га.
Расположен в левобережной части Нерльско-Клязьминской низины на территории Савинского и Южского районов Ивановской области и Ковровского района Владимирской области на левом заболоченном берегу Клязьмы между Ковровом и устьем Тезы.
На территории 67 озёр площадью от 5 до 45 га, 19 озёр площадью до 1 га и около ста малых. Выделяется озеро Смехро длиной 4 км.

## История
Организован 1 сентября 1978 года.
До 1978 года здесь были два боброво-выхухолевых заказника местного значения: Южский в Ивановской и Ковровский во Владимирской области.
В 2013 году близ озера Долгого была обнаружена стоянка первобытного человека времени верхнего палеолита (13 тыс. лет назад) Долгое-11.